# Werchniaczka (obwód lwowski)
Werchniaczka (ukr. Верхнячка) – wieś na Ukrainie, w obwodzie lwowskim, w rejonie stryjskim. W 2001 roku liczyła 939 mieszkańców. Do 1946 roku nosiła nazwę Wyżłów (ukr. Вижлів, Wyżliw).
Wieś położona jest nad Stryjem, w pobliżu jego źródeł (na wschód od miejscowości). Od południa ograniczona jest grzbietem wododziałowym Bieszczadów Wschodnich ze szczytami Korna (880 m), Beskid Wierch (965 m) i Jawodnik Wielki
(1120 m), zaś od północy szczytami Jabłonka (909 m) i Wyżłowski Żłób (901 m).
Za czasów II Rzeczypospolitej do 1934 samodzielna gmina jednostkowa, następnie należała do zbiorowej wiejskiej gminy Ławoczne. Początkowo w powiecie skolskim, a od 1932 w powiecie stryjskim w woj. stanisławowskim. Stacjonowała tu placówka Straży Celnej „Wyżłów”. Po wojnie wieś weszła w struktury administracyjne Związku Radzieckiego.